# Phyllagathis longifolia
Phyllagathis longifolia är en tvåhjärtbladig växtart som först beskrevs av Célestin Alfred Cogniaux, och fick sitt nu gällande namn av J.F. Maxwell. Phyllagathis longifolia ingår i släktet Phyllagathis och familjen Melastomataceae. Inga underarter finns listade i Catalogue of Life.